# أبو بكر قيم الجوزية
أبو بكر بن أيوب بن سعد بن حريز بن مكي زيد الدين الزُّرعي، ثم الدمشقي الحنبلي (ت 723 هـ - 1323 م)، قَيِّم المدرسة الجوزية بدمشق.

## سيرته
جاء أنه اشتهر بكثرة عبادته، إذ قال فيه ابن كثير في البداية والنهاية: «كان رجلًا صالحًا متعبدًا قليل التكلف، وكان فاضلا، وقد سمع شيئًا من دلائل النبوة عن الرشيدي العامري، توفي فجأة ليلة الأحد تاسع عشر ذي الحجة بالمدرسة الجوزية 723 هـ، وصُلّي عليه بعد الظهر بالجامع -يعني الجامع الأموي-، ودفن بباب الصغير وكانت جنازته حافلة، وأثنى عليه الناس خيراً ، وهو والد العلامة شمس الدين محمد بن قيم الجوزية صاحب المصنفات الكثيرة النافعة الكافية».

## علمه
كان بارعاً في علم الفرائض، بل كان له فيها اليد الطولى، حتى إن ابنه (ابن القيم) تلقاها عنه، ودرسها عليه.